# Книга "В интересах революции"
Роман «В интересах революции» из серии «Вселенная Метро 2033» был написан Сергеем Антоновым в 2010 году и издана АСТ. Книга является прямым продолжением романа «Темные туннели».
Если «Темные туннели» были, по сути, просто боевиком, то в книге «В интересах революции» автор развил тему анархизма, как науки и инструмента противодействия влияния государства на личность.
Это связано с увлечением Сергея Антонова теорией пассионарного этногенеза Льва Гумилева и тем, что его отец Николай Гумилев – любимый поэт Антонова.
Стихи крупнейшего поэта Серебряного века периодически появляются на страницах романов «Темные туннели» и в «В интересах революции» наряду с отрывками песен лидера группы «Аквариум» Бориса Гребенщикова.
Название романа перекликается с композицией группы «Агата Кристи» - любимого музыкального коллектива Сергея Антонова.
Примечательно, что и книга «Харам Бурум», написанная Антоновым в серию «Вселенная Метро 2033» в 2019 году имеет связь уже с группой «Ногу свело!». Более того – прототип главного героя книги Макса Добровольского – фронтмен «Ногу Свело!» Максим Сергеевич Покровский.